# Mečetlinskij rajon
Il Mečetlinskij rajon (in russo Мечетлинский район?) è un municipal'nyj rajon della Repubblica della Baschiria, nella Russia europea.